# Loomi

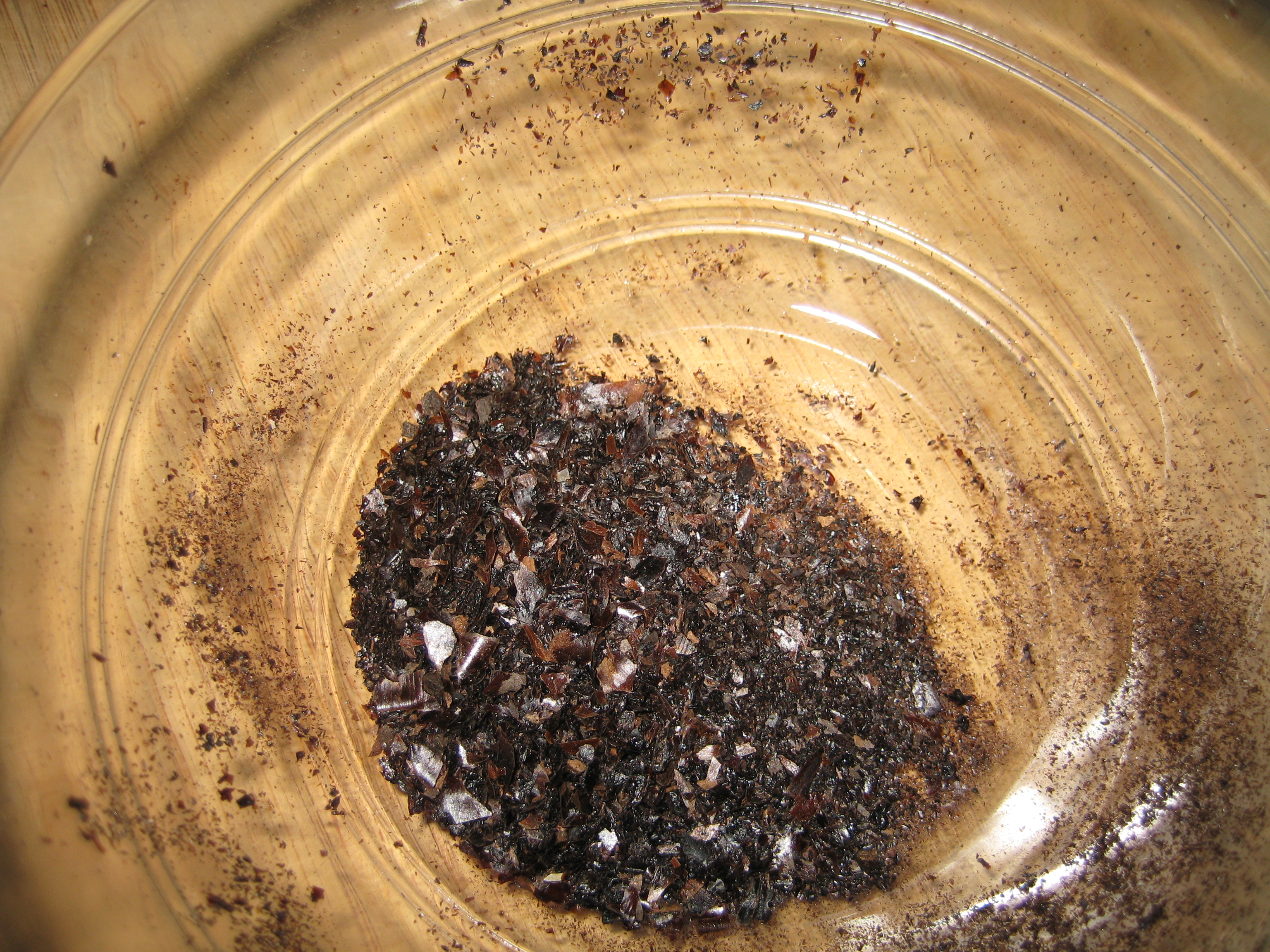
Getrocknete schwarze persische Loomi

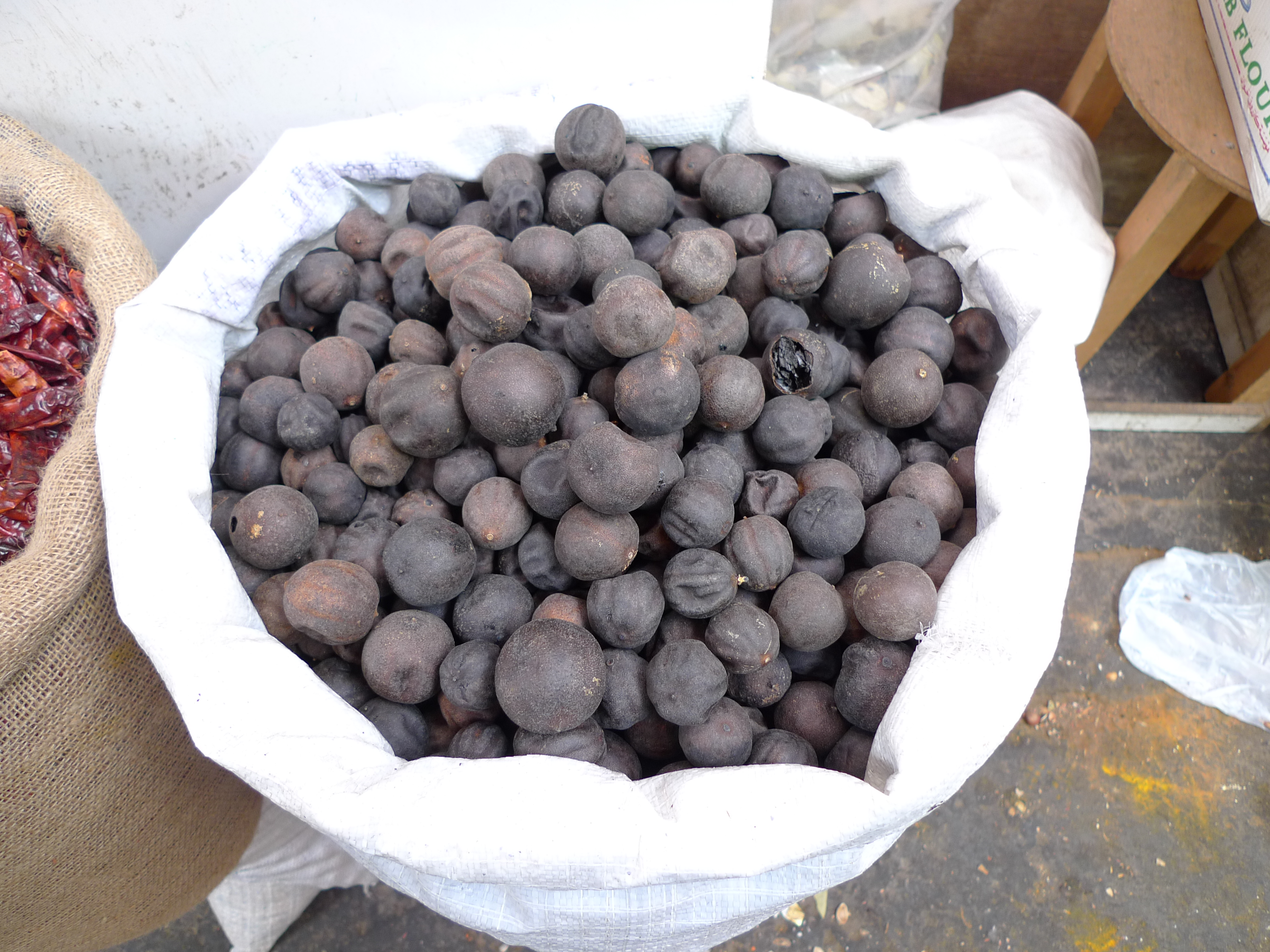
Loomiverkauf in Manama, Bahrain

Als Loomi (arabisch لومي lumi) wird in den Ländern der arabischen Halbinsel ein Würzmittel bezeichnet, das durch Kochen reifer Limetten in Salzwasser und deren anschließender Trocknung in der Sonne gewonnen wird.
Loomis kommen ursprünglich aus dem Oman und sind in der Küche des Nahen Osten und Mittleren Osten beliebt.
Diese getrockneten Limetten heißen auf Persisch limo omani oder limo amani bekannt und heißen in der deutschen Literatur auch oft „schwarze Zitronen“.

## Verwendung
Loomi werden oft angebohrt oder leicht zerdrückt in langschmorenden Eintöpfen und in Reisgerichten verwendet, denen sie einen strengen Zitrusduft und ein erfrischend säuerliches Aroma verleihen, beispielsweise im persischen Gericht ghorme sabzi.
Sie werden auch für Loomi-Tee verwendet, der traditionell in den Anrainerstaaten des Persischen Golf getrunken wird.